# Ludwig Graf von Wesdehlen
Graf Ludwig von Wesdehlen (geboren 29. Juli 1833 in Neuenburg NE, Schweiz; gestorben 19. April 1904 in Stuttgart) war ein deutscher Diplomat.

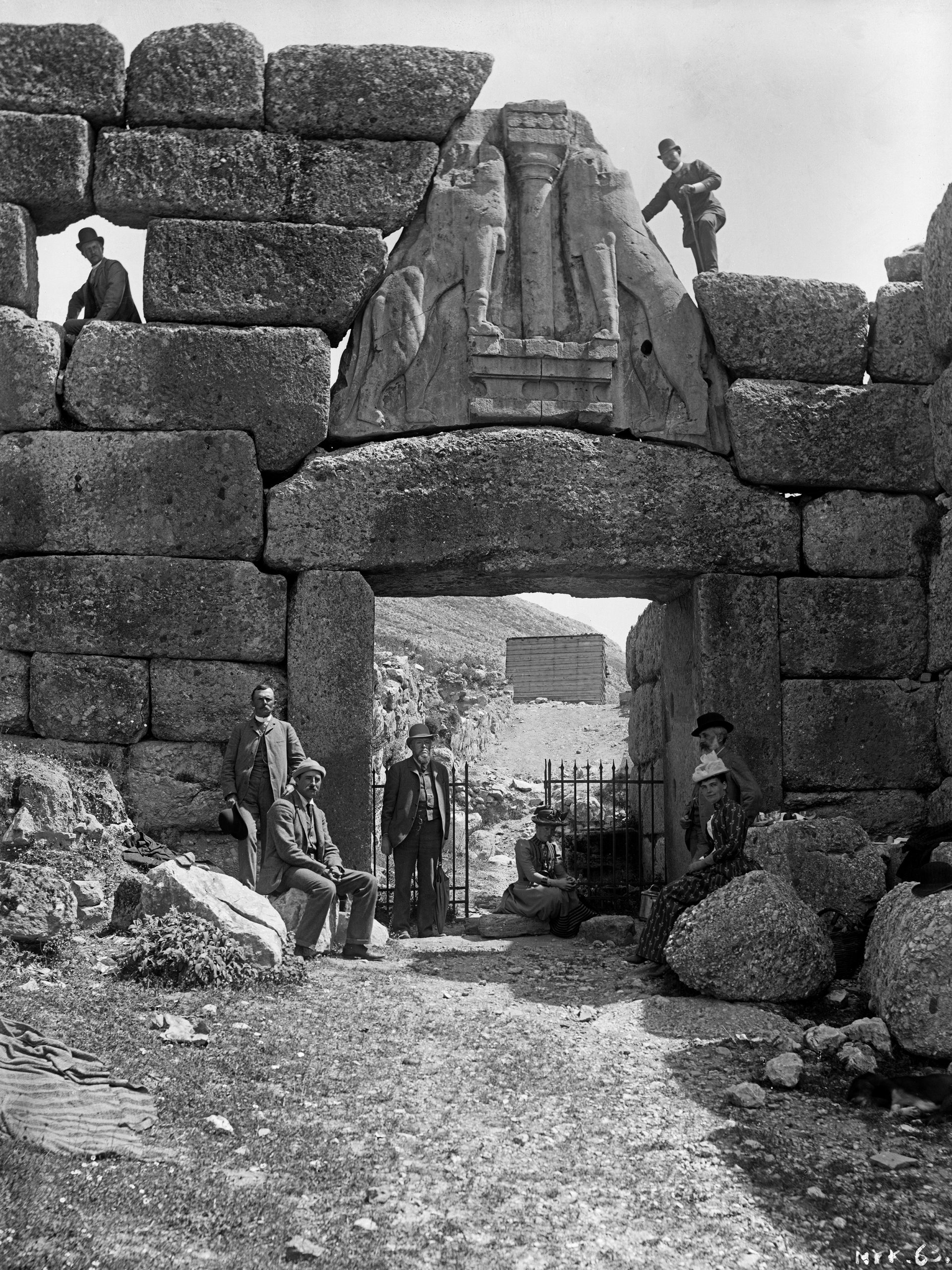
Wesdehlen und seine Frau (das Paar rechts) 1891 beim Löwentor

## Leben
Graf Ludwig von Wesdehlen war ein Sohn des preußischen Diplomaten Georges Frédéric Petitpierre (1791–1883) und der Hermine Truchsess von Waldburg-Capustigall (1805–1872), eine Tochter des Diplomaten und Generals Friedrich Ludwig III. Truchsess zu Waldburg. Sein Vater war 1832 nach seinem Ausscheiden aus dem diplomatischen Dienst vom preußischen König Friedrich Wilhelm III. als Graf von Wesdehlen geadelt worden, er war danach noch Mitglied des Staatsrats in seiner Heimat, dem Fürstentum Neuenburg in der Schweiz. Von Wesdehlen hatte einen Bruder Hermann. Er heiratete 1868 Augusta Gräfin von Pourtalès, sie hatten fünf Kinder. 
Von Wesdehlen besuchte das Gymnasium in Neuenburg und studierte ab 1852 Rechtswissenschaft in Heidelberg und Berlin, machte 1856 das Auskultatorexamen und wurde in den preußischen Referendardienst übernommen. 1859 trat von Wesdehlen in den preußischen auswärtigen Dienst ein und legte 1861 die diplomatische Prüfung ab.
Er war als Diplomat Preußens, des Norddeutschen Bundes und des Deutschen Reiches in Schweden, Italien und 1871 in Frankreich tätig. Ab 1880 war er als Gesandter im Königreich Rumänien akkreditiert, ab 1882 in Stuttgart und von 1890 bis 1894 im Königreich Griechenland. Er wurde 1890 zum Wirklichen Geheimen Rat mit dem Prädikat Exzellenz ernannt.